# Tom McLoughlin
Tom McLoughlin (Los Angeles, 19 luglio 1950) è un regista, sceneggiatore e attore statunitense.

## Filmografia parziale

### Regista
Cinema
- One Dark Night (1982) - anche sceneggiatura
- Venerdì 13 parte VI - Jason vive (Friday the 13th Part VI: Jason Lives) (1986) - anche sceneggiatura
- Appuntamento con un angelo (Date with an Angel) (1987) - anche sceneggiatura
- A volte ritornano (Sometimes They Come Back) (1991)
- The Unsaid - Sotto silenzio (The Unsaid) (2001)

Televisione
- Venerdì 13 (1988-1989; 4 episodi)
- Journey (1995)
- Il terzo gemello (The Third Twin) (1997)
- Cyber Seduction: His Secret Life (2005)
- Cheerleader Scandal (Fab Five: The Texas Cheerleader Scandal) (2008)
- L'uomo sbagliato (The Wronged Man) (2010)
- Patricia Cornwell - A rischio (At Risk) (2010)
- Patricia Cornwell - Al buio (The Front) (2010)

### Sceneggiatore
- Venerdì 13 – serie TV (1988-1989; 3 ep.)
- Le ragazze della terra sono meglio – serie TV (1990-1991; 18 ep.)
- She-Wolf of London (1990-1991; 19 ep.)
- Favole (FairyTale: A True Story), regia di Charles Sturridge (1997) - soggetto

### Attore
- The Black Hole - Il buco nero (The Black Hole), regia di Gary Nelson (1979)
- The Incredible Shrinking Woman, regia di Joel Schumacher (1981)
- Appuntamento con un angelo (Date with an Angel), regia di Tom McLoughlin (1987)
- Critters 2, regia di Mick Garris (1988)